# 나의 흑역사 오답노트
《나의 흑역사 오답노트》는 2018년 9월 14일에 방영한 《KBS 드라마 스페셜 2018》 시리즈 중 첫 번째 작품이다.

## 줄거리
수능 출제 위원으로 합숙소에 입소한 수학교사인 도도혜는 과거 자신의 흑역사를 만들었던 두 명의 남자와 엮이게 되는 속세단절 로코 드라마이다.

## 등장 인물

### 주요 인물
- 전소민 : 도도혜 역
- 박성훈 : 나필승 역
- 오동민 : 최진상 역
- 송지인 : 오선생 역

### 그 외 인물
- 서상원 : 봉교수 역
- 박선희 : 노교수 역
- 민경옥
- 최설
- 이다해
- 박원석
- 이재영
- 조충현
- 김선근

## 시청률
- 전국 시청률 : 2.2%[1]

## 같이 보기
- 대한민국의 고등학교 수학 교과목
- 대학수학능력시험
  - 2018학년도 대학수학능력시험
  - 2017년 포항 지진